# Julia Wróblewska
Julia Magdalena Wróblewska (ur. 18 października 1998 w Warszawie) – polska była aktorka niezawodowa, celebrytka i osobowość medialna.

## Życiorys
Jest córką Anny Neski-Wróblewskiej i Artura Wróblewskiego. Ma młodszą o pięć lat siostrę, Oliwię. 
Kiedy miała siedem lat, zaczęła uczęszczać do jednej z warszawskich podstawówek, gdzie rodzice z powodu jej problemów psychicznych posłali ją do klasy integracyjnej. Po ukończeniu gimnazjum podjęła naukę w liceum publicznym, lecz po roku przeniosła się do liceum społecznego. W 2017 ukończyła naukę w 21. Społecznym LO im. Jerzego Grotowskiego w Warszawie, ale maturę zdała dopiero za trzecim podejściem, w 2018.
Od najmłodszych lat interesowała się aktorstwem, lubiła też pozować do zdjęć. Uczestniczyła w wielu programach telewizyjnych, premierach, testowaniu zabawek oraz wywiadach. W dzieciństwie uczęszczała również na zbiórki harcerskie. Zadebiutowała rolą Michaliny w komedii romantycznej Ryszarda Zatorskiego pt. Tylko mnie kochaj (2006), gdzie zagrała u boku Macieja Zakościelnego, Agnieszki Dygant i Agnieszki Grochowskiej. Rola w filmie przyniosła jej natychmiastową popularność. Na dużym ekranie ponownie pojawiła się pod koniec 2011, występując w świątecznej produkcji Listy do M. oraz gościnnie w Och, Karol 2. Wiosną 2012, wraz z Maciejem Stuhrem zagrała w krótkometrażowej produkcji Vocuus.
Pojawiła się w serialach, takich jak m.in.: Magda M., Rodzina zastępcza, Determinator oraz Naznaczony. W latach 2007–2021 wcielała się w postać Zosi w serialu M jak miłość. Na początku 2006 była jednym z gości w programie Rozmowy w toku (odcinek pt. Mój dzieciak robi karierę!). Była trzykrotną bohaterką programu Uwaga! Kulisy sławy (odcinki pt. Tylko kochaj Julię, Romantyczny „pistolet” i Julia Wróblewska: mam plan B, jeśli nie wyjdzie z aktorstwem). Wielokrotnie gościła w programach śniadaniowych: Dzień dobry TVN i Pytanie na śniadanie, a także w programie Superstacji Na tapecie.  Brała udział w wielkim teście wiedzy. Uczestniczyła w programach rozrywkowych: Celebrity Splash! (2015), Dancing with the Stars. Taniec z gwiazdami (2016) i Agent – Gwiazdy (2018).
W listopadzie 2021 wyznała, że zdiagnozowano u niej zaburzenie osobowości chwiejnej emocjonalnie typu granicznego, zwane potocznie bordeline, leczone psychoterapią i farmakoterapią. Wycofała się wówczas z show biznesu, aby odbyć sześciomiesięczną terapię w specjalistycznym ośrodku terapeutycznym w Krakowie. Po zakończeniu terapii w kwietniu 2022 podjęła pracę jako kelnerka. Następnie objęła stanowisko Junior Software QA Specialist w firmie Innergy.
Deklaruje się jako ateistka.

## Filmografia

### Filmy
- 2006: Tylko mnie kochaj jako Michalina
- 2011: Och, Karol 2 jako dziecko
- 2011: Listy do M. jako Tosia
- 2012: Vocuus jako Marta
- 2012: Piąta pora roku jako Anielka
- 2013: Dom na końcu drogi jako Kasia
- 2015: Listy do M. 2 jako Tosia
- 2017: Sukienka Anity jako Anita
- 2017: Powstanie warszawskie. Minuta ciszy. jako Julia Wróblewska
- 2017: Listy do M. 3 jako Tosia
- 2018: Nietypowa historia świąteczna jako Ania
- 2019: (Nie)widzialna nastoletnia depresja jako nastolatka
- 2020: Wpadka jako dziewczyna w ciąży
- 2024: Somnium jako Julia

### Seriale
- 2006: Magda M. jako Julka, adoptowana córka Karoliny i Wiktora Waligórów
- 2006: Rodzina zastępcza jako Alinka, córka Belli, kuzynki Alutki Kossoń
- 2007–2021: M jak miłość jako Zosia Warakomska
- 2007: Determinator jako Julcia, córka Ewy Kopackiej
- 2009: Naznaczony jako Natalia Kral, córka Mileny i Tadeusza
- 2019: W rytmie serca jako Kira, piosenkarka i influencerka

### Teledyski
- 2014: „Czarne chmury” – Liber i Mateusz Grędziński
- 2016: „N-O-C” – Cleo
- 2016: „To tylko gra” – Olivia Fok
- 2017: „Świąteczne zakupy – piosenka na święta!” – Między Nami
- 2021: „Chcesz z nami to leć” – Ferajna

### Wykonanie piosenek
- 2011: Listy do M. – kolęda „Cicha noc”

## Programy telewizyjne
- - 2006, 2017: Uwaga! Kulisy sławy (TVN) – bohaterka programu (odcinki: Tylko kochaj Julię., Romantyczny „pistolet” i Julia Wróblewska: mam plan B, jeśli nie wyjdzie z aktorstwem.)
  - 2006, 2022: Rozmowy w toku (TVN) – uczestniczka programu (odcinki: Mój dzieciak robi karierę! i Julia Wróblewska miała załamanie nerwowe. "Nie panowałam nad sobą".)
  - od 2006: Dzień dobry TVN (TVN) – uczestniczka paneli dyskusyjnych
  - 2007: Przymierzalnia (ZigZap) – uczestniczka programu (odcinek pt. Rozmowa z Julią Wróblewską.)
  - od 2008: Pytanie na śniadanie (TVP2) – uczestniczka paneli dyskusyjnych
  - 2009: Wiadomości (TVP1) – uczestniczka programu (odcinek pt. Czy show biznes to dobre miejsce dla dzieci?)
  - 2009: Fakty (TVN) – uczestniczka programu (odcinek pt. Misja specjalna.)
  - 2010: Rytm miasta (TVN Warszawa) – uczestniczka programu (odcinek pt. Warszawa krok po kroku.)
  - 2010: Miłość od pierwszego wejrzenia (TVP2) – uczestniczka programu (tytuł Najukochańszej postaci serialu „M jak miłość”.)
  - 2011: TVP Info (TVP Info) – uczestniczka programu
  - 2012: Familiada (TVP2) – uczestniczka programu (odcinek wielkanocny z 8 kwietnia 2012)
  - 2013: Na językach (TVN) – uczestniczka programu
  - 2013: 1000 razy „M jak miłość” - gala jubileuszowa (TVP2) – uczestniczka programu (emisja: 2 września 2013)
  - od 2014: Wielki test wiedzy o... (TVP1) – uczestniczka programu
  - 2014: TVP Info (TVP Info) – uczestniczka programu (odcinek pt. „Nie znam się na ekonomii”.)
  - 2015: Celebrity Splash! (Polsat) – uczestniczka programu (4. miejsce)
  - 2015: Hell’s Kitchen. Piekielna kuchnia (Polsat) – gość programu (sezon 3, odcinek 3)
  - 2015: Wojtek Jagielski na żywo (Superstacja) – uczestniczka programu (odcinek z 2 czerwca 2015)
  - od 2015: Na tapecie (Superstacja) – gość programu (odcinki: 27 września 2015, 3 czerwca 2017, 18 kwietnia 2018 i 17 maja 2019)
  - 2016: Dancing with the Stars. Taniec z gwiazdami (Polsat) – uczestniczka programu (3. miejsce w parze z Janem Klimentem)
  - 2016: MiniMini+ (MiniMini+) – uczestniczka programu (odcinek pt. Wielki casting MiniMini+)
  - 2016: Aleja sław (Polsat Café) – gość specjalny programu (odcinek 150)
  - 2018: My3 (Polsat) – gość programu (odcinek 19)
  - 2018: Agent – Gwiazdy (TVN) – uczestniczka programu (8. miejsce)
  - 2018: Ostre cięcie (TTV) – gość specjalny programu (sezon 8, odcinek 5)
  - 2018: Gość Red Carpet TV (Red Carpet TV) – gość programu
  - 2018: Big Music Quiz (TVP1) – uczestniczka programu (odcinek 24)
  - 2018: Jaka to melodia? (TVP1) – uczestniczka programu (odcinek świąteczny z 25 grudnia 2018)
  - 2019: Czarno na białym (TVN24) – uczestniczka programu (odcinek pt. Ofiary w sieci.)
  - 2019: Uwaga! Po uwadze (TVN) – uczestniczka programu (odcinek pt. Dzieci w sieci!)
  - 2019: Projekt Lady (TVN) – gość programu (sezon 4, odcinek 12)
  - 2019: Ekipa Follovers (MTV Polska) – gość specjalny programu (odcinek 1)
  - 2020: Rozmowy w czasach zarazy (TVP1) – gość programu (odcinek 3)
  - 2020: Przesłuchanie (EskaTV) – gość programu
  - 2020: Jazdy Gwiazdy (EskaTV) – gość programu
  - 2023: #ABC Zdrówko (TVP ABC) – gość programu (sezon 1, odc. 6)